# Józef Bohdan Dziekoński

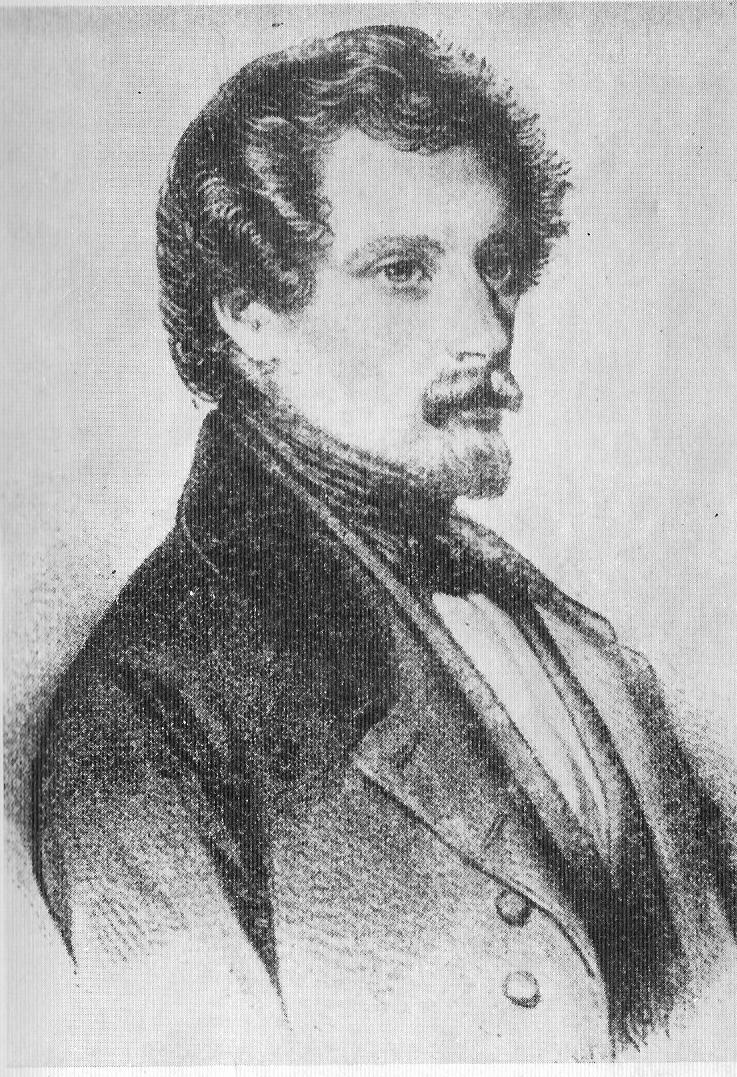
Józef Bohdan Dziekoński

Józef Bohdan Dziekoński (Pseudonym: J. Z. Sójkowski; * 7. Februar 1816 in Warschau; † 3. Juni 1855 in Paris) war ein polnischer Schriftsteller.
Der Sohn des Schriftstellers und Pädagogen Tomasz Dziekoński studierte Medizin in Königsberg, Dorpat und Moskau. 1840 kehrte er nach Warschau zurück und schloss sich dort der „Warschauer Bohème“ (Cyganeria Warszawska) an. Er war befreundet mit Roman Zmorski, August Wilkoński; Seweryn Sierpiński und Włodzimierz Wolski und veröffentlichte mit letzterem 1843 das Magazin Jaskułka.
Im Jahr 1846 entzog sich Józef Dziekoński einer drohenden Verhaftung durch die Flucht nach Paris. Dort schloss er sich dem messianistischen Religionsführer Andrzej Towiański an. Er beteiligte sich an den Vorbereitungen zur Gründung einer Polnischen Legion durch Adam Mickiewicz in Italien. Da ihm die Ausreise nach Italien verweigert wurde, ging er nach Deutschland und nahm dort 1849 an der Badischen Revolution teil. Später lebte er in der Schweiz und erneut in Paris und verdiente seinen Lebensunterhalt als Maler und Graveur.
Neben Artikeln zur Medizin, Chemie und Alchemie verfasste Dziekoński Erzählungen sowie den Roman Sędziwoj, die an Werke von E.T.A. Hoffmann erinnern, zudem eine Geschichte der polnischen Emigration. 1855 starb er in Paris an Tuberkulose.